# 1889 no beisebol

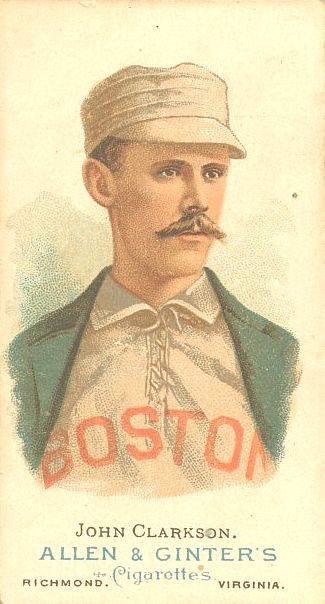
John Clarkson, foi o líder da National League em vitórias, ERA e strikeouts na temporada de 1889.

Esta é uma lista de eventos no mundo do beisebol durante o ano de 1889.

## Campeões
- World Series: New York Giants 6, Brooklyn Bridegrooms 3
- National League: New York Giants
- American Association: Brooklyn Bridegrooms

## Grandes ligas de beisebol - times e aproveitamento

### National League
| Time                    | Vitórias | Derrotas |
| ----------------------- | -------- | -------- |
| New York Giants         | 83       | 43       |
| Boston Beaneaters       | 83       | 45       |
| Chicago White Stockings | 67       | 65       |
| Philadelphia Quakers    | 63       | 64       |
| Pittsburg Alleghenys    | 61       | 71       |
| Cleveland Spiders       | 61       | 72       |
| Indianapolis Hoosiers   | 59       | 75       |
| Washington Nationals    | 41       | 83       |

### American Association
| Time                     | Vitórias | Derrotas |
| ------------------------ | -------- | -------- |
| Brooklyn Bridegrooms     | 93       | 44       |
| St. Louis Browns         | 90       | 45       |
| Philadelphia Athletics   | 75       | 58       |
| Cincinnati Red Stockings | 76       | 63       |
| Baltimore Orioles        | 70       | 65       |
| Columbus Solons          | 60       | 78       |
| Kansas City Cowboys      | 55       | 82       |
| Louisville Colonels      | 27       | 111      |

## Líderes

### National League
| National League |                   |             |  |
| Tipo            | Nome              | Estatística |  |
| AVG             | Dan Brouthers BSN | 37,3%       |  |
| HR              | Sam Thompson PHI  | 20          |  |
| RBI             | Roger Connor NYG  | 130         |  |
| Vitórias        | John Clarkson BSN | 49          |  |
| ERA             | John Clarkson BSN | 2.73        |  |
| Strikeouts      | John Clarkson BSN | 284         |  |

### American Association
| American Association |                   |             |  |
| Tipo                 | Nome              | Estatística |  |
| AVG                  | Tommy Tucker BAL  | 37,2%       |  |
| HR                   | Bug Holliday CIN  | 19          |  |
|                      | Harry Stovey PHA  | 19          |  |
| RBI                  | Harry Stovey PHA  | 119         |  |
| Vitórias             | Bob Caruthers BRO | 40          |  |
| ERA                  | Jack Stivetts STL | 2.25        |  |
| Strikeouts           | Mark Baldwin COL  | 368         |  |

## Eventos

### Janeiro–Fevereiro
- 22 de janeiro – O Indianapolis Hoosiers, com $30.000 em dívidas, entrega o controle da franquia à National League na esperança de encontrar um novo dono.
- 2 de fevereiro – John T. Brush encabeça um grupo que assume a propriedade do Indianapolis Hoosiers.
- 8 de fevereiro – Equipes de demolição começam a desmontagem do Polo Grounds a fim de construir novas ruas através da propriedade. O New York Giants será forçado a jogar suas partidas em casa na St. George Cricket Grounds até que um novo Polo Grounds esteja finalizado no começo de Julho.
- 19 de fevereiro – Uma turnê de jogadores de beisebol liderados por John Montgomery Ward atuam em seu primeiro jogo na Europa, jogando em Nápoles, Itália.

### Março–Abril
- 7 de março – Os jogadores do Pittsburgh Allegheny, Bill Kuehne e Ed Morris, são presos e acusados de operar uma casa de apostas fora de seu salão de bilhar. As acusações contra ambos são descartadas quando a testemunha da acusação não comparece ao tribunal para testemunhar contra eles.
- 20 de março – Uma loja de materiais esportivos de Nova Iorque recebe um pedido  de equipamentos de beisebol vindo do Japão. A carta correspondente alega que uma liga logo será formada pois o jogo tem sido praticado por lá a alguns meses.
- 17 de abril – A temporada da  Associação Americana começa.

## Nascimentos

### Janeiro–Abril
- 7 de janeiro – Leo Murphy
- 16 de janeiro – Erskine Mayer^
- 22 de janeiro – Amos Strunk
- 25 de janeiro – Les Nunamaker
- 12 de fevereiro – George Leslie Cochran
- 18 de fevereiro – George Mogridge
- 5 de março – Jeff Tesreau
- 12 de março –  Reb Russell
- 4 de abril – Dutch Lerchen
- 13 de abril – Claude Hendrix
- 27 de abril – Hy Myers

^Algumas fontes mostram 1890

### Maio–Agosto
- 7 de maio – Wilson Collins
- 19 de maio – Wally Snell
- 1º de junho – Otto Miller
- 4 de junho – Lee Magee
- 14 de junho – Ray Morgan
- 24 de junho – Paul Musser
- 8 de julho – Pearl Webster
- 13 de julho – Stan Coveleski
- 28 de julho – Bullet Rogan^
- 31 de julho – Dan Marion
- 22 de agosto – Wally Schang
- 24 de agosto – Hank Gowdy

^Algumas fontes mostram 1893

### Setembro–Dezembro
- 5 de setembro – Bingo DeMoss
- 18 de setembro – Heinie Groh
- 22 de setembro – Hooks Dauss
- 25 de setembro – Dave Robertson
- 28 de setembro – Jack Fournier
- 5 de outubro – Jim Bagby, Sr.
- 23 de outubro – Hugh Bedient
- 25 de outubro – Smoky Joe Wood
- 26 de outubro – Tommy Griffith
- 24 de novembro – George J. Burns
- 1º de dezembro –  Willie Mitchell
- 10 de dezembro – Jimmy Johnston
- 13 de dezembro – Fritz Coumbe
- 14 de dezembro – Lefty Tyler
- 19 de dezembro – Sam Dodge
- 23 de dezembro – Cozy Dolan
- 26 de dezembro –  John Henry

## Mortes
- 15 de janeiro – Lew Brown, 30,  receptor pelo Boston Red Caps, campeão da National League em 1877, e que rebateu em média 30,5% em 1878 pelo Providence Grays.
- 26 de janeiro – Tom Gillen, 26,  receptor em 1884 pelo Philadelphia Keystones da Union Association.
- 24 de fevereiro – Jim McElroy, 26, arremessou por 2 times em 1884.
- 28 de março – Tom Smith, 37?, jogou em 3 partidas pelo Brooklyn Atlantics em 1875.
- 12 de abril – Frank Ringo, 28, jogador de 1883–1886.
- 20 de maio – Oscar Walker, 35, campista central e primeira base que liderou a American Association em home runs no  St. Louis Browns de 1882.
- 9 de junho – Mike Burke, 35?, reserva no  Cincinnati Red Stockings de 1879.
- 20 de junho – Pat McGee, idade desconhecida, jogador em 1874–1875.
- 22 de julho – John Greason, 37, arremessador reserva no Washington Blue Legs de 1873.
- 8 de agosto – Harry McCormick, 33, arremessador que venceu 41 jogos de 1879–1883.
- 9 de setembro – Jack Gorman, 30?, jogador em 1883–1884.